# Премія Старшого Брата
«Премія Старшого Брата» (Big Brother Awards) — щорічна премія за найгрубіше порушення недоторканності приватного життя і свободи громадян державою або певною компанією заснована в 1998 році.
Премія носить таку назву в честь персонажа Старшого Брата з роману Джорджа Орвелла «1984».
В США церемонії вручення проходили в Вашингтоні (7.04.1999), Кембриджі (7.03.2001), Сан-Франциско (18.04.2002), Нью-Йорці (3.04.2003), Берклі (21.04.2004), Сієтлі (14.04.2005).

## Країни
Наступні країни влаштовують свої особисті премії «Big Brother Awards»:
- Австралія
- Австрія
- Бельгія
- Болгарія
- Чехія
- Данія
- Фінляндія
- Франція
- Німеччина
- Угорщина
- Італія
- Японія
- Нідерланди
- Нова Зеландія
- Іспанія
- Швейцарія
- Велика Британія[1]
- США
- Бразилія
- Аргентина
- Португалія

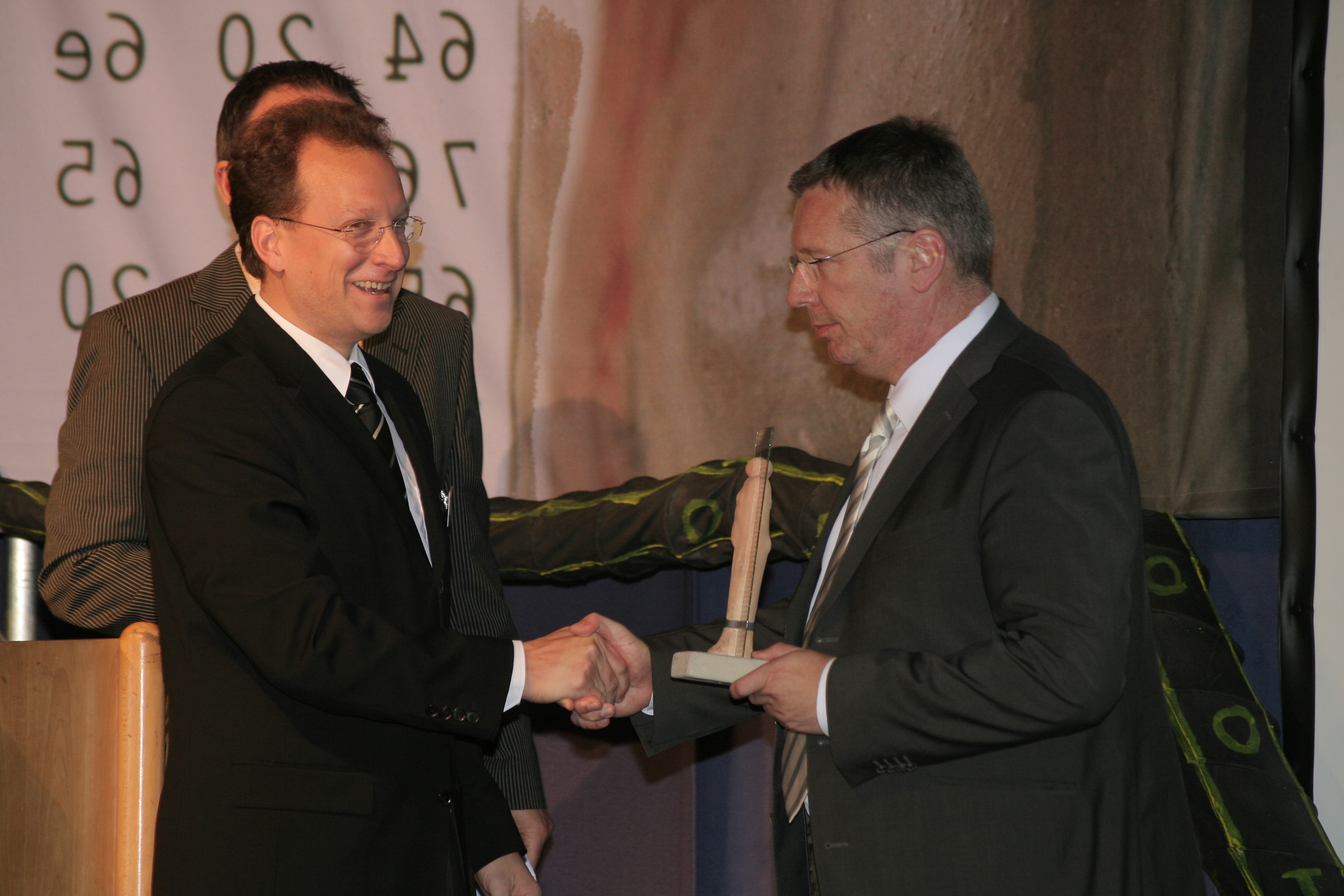
Big Brother Award 2008 (Germany)
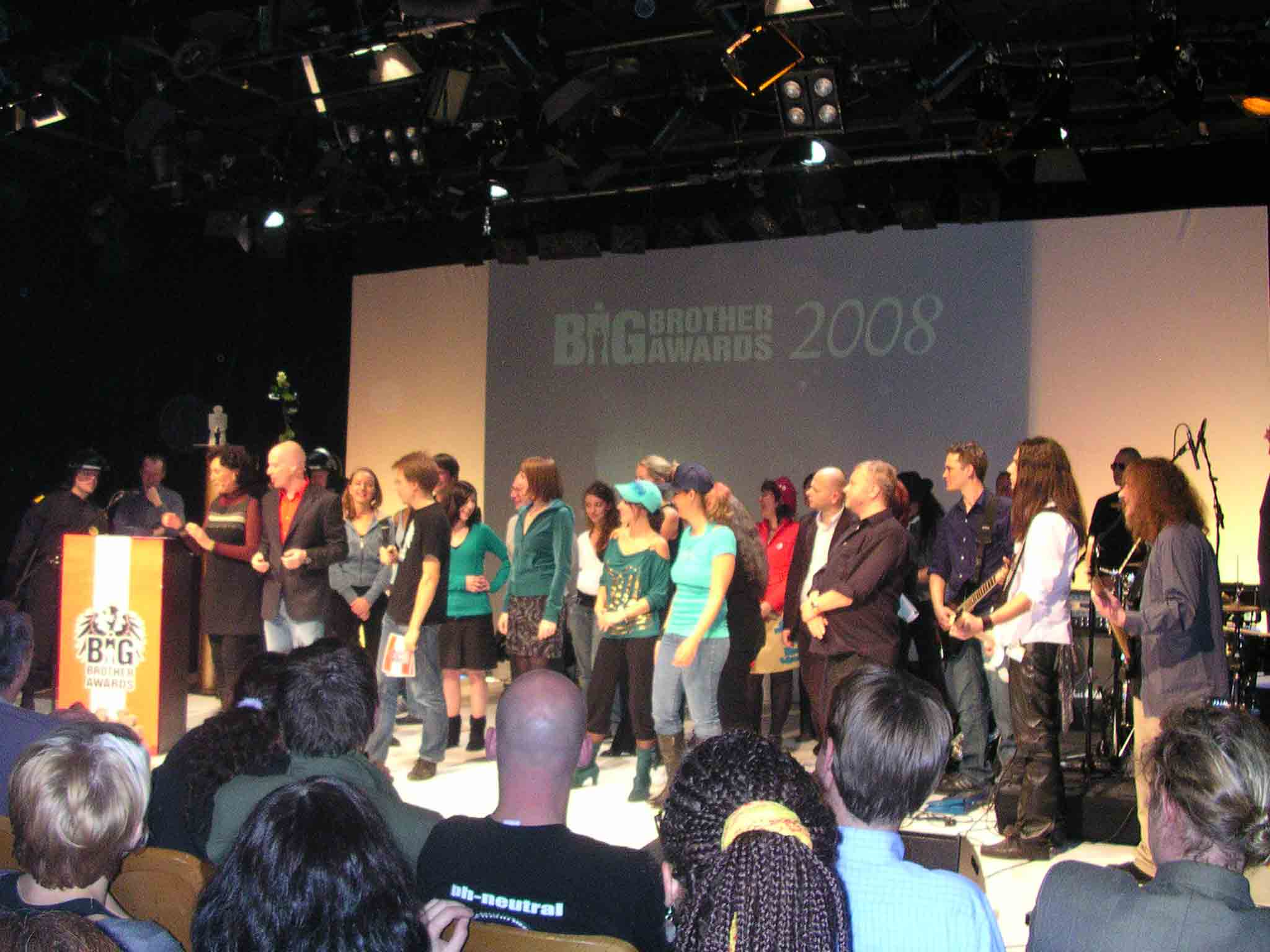
Big Brother Awards 2008 (Austria)
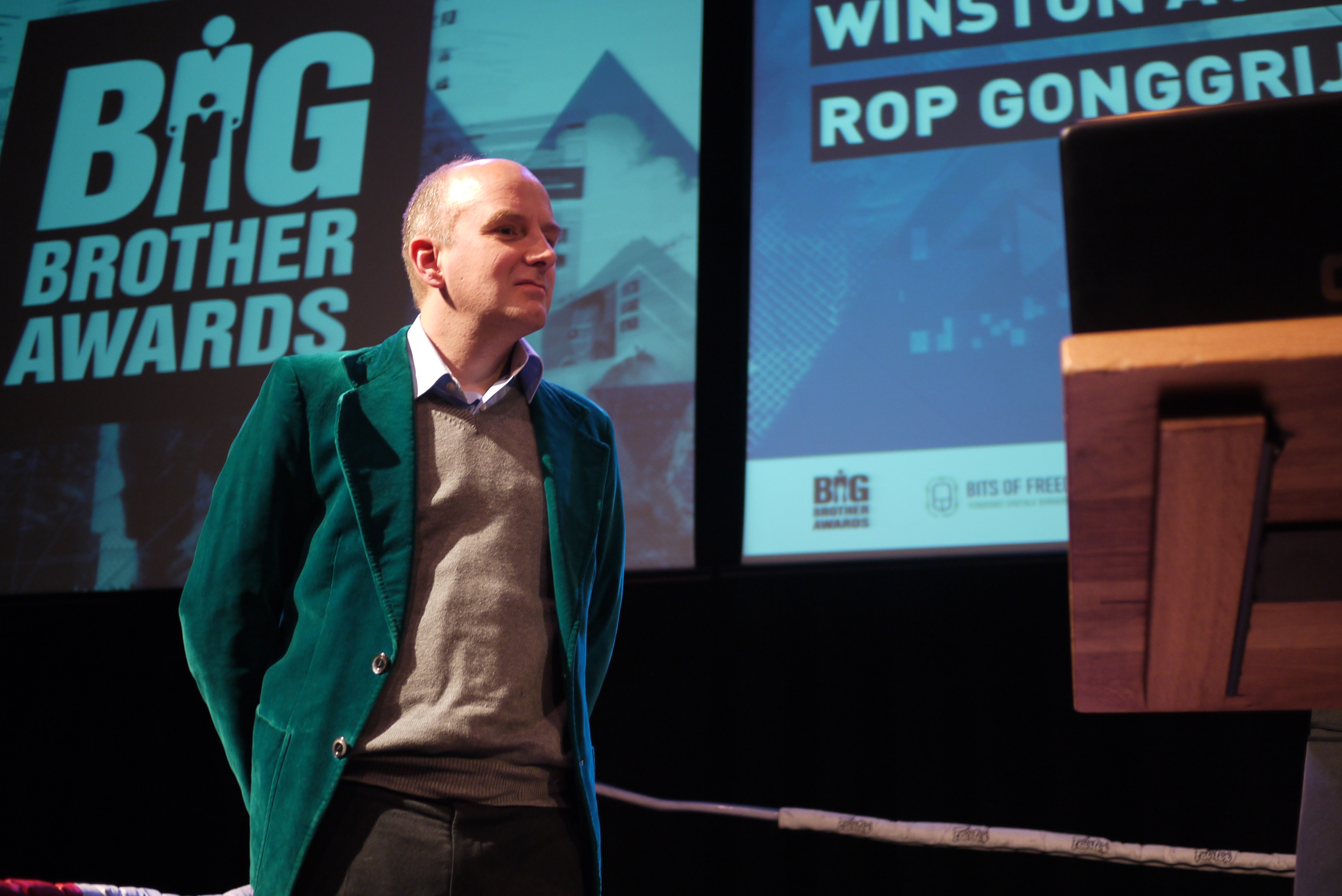
Big Brother Awards 2010 (Netherlands)
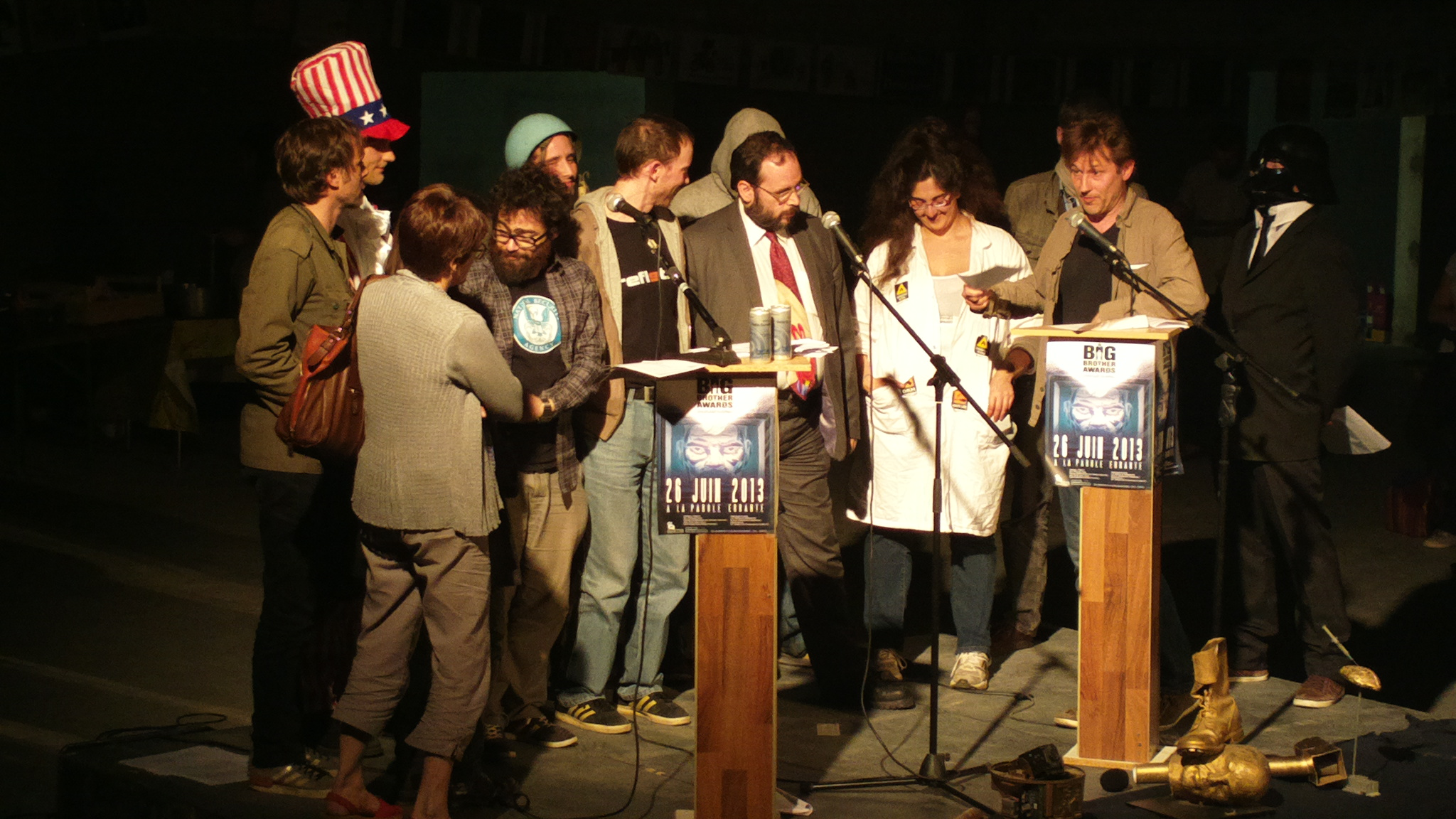
Big Brother Awards 2013 (France)